# ازدواج همجنس در مینه‌سوتا

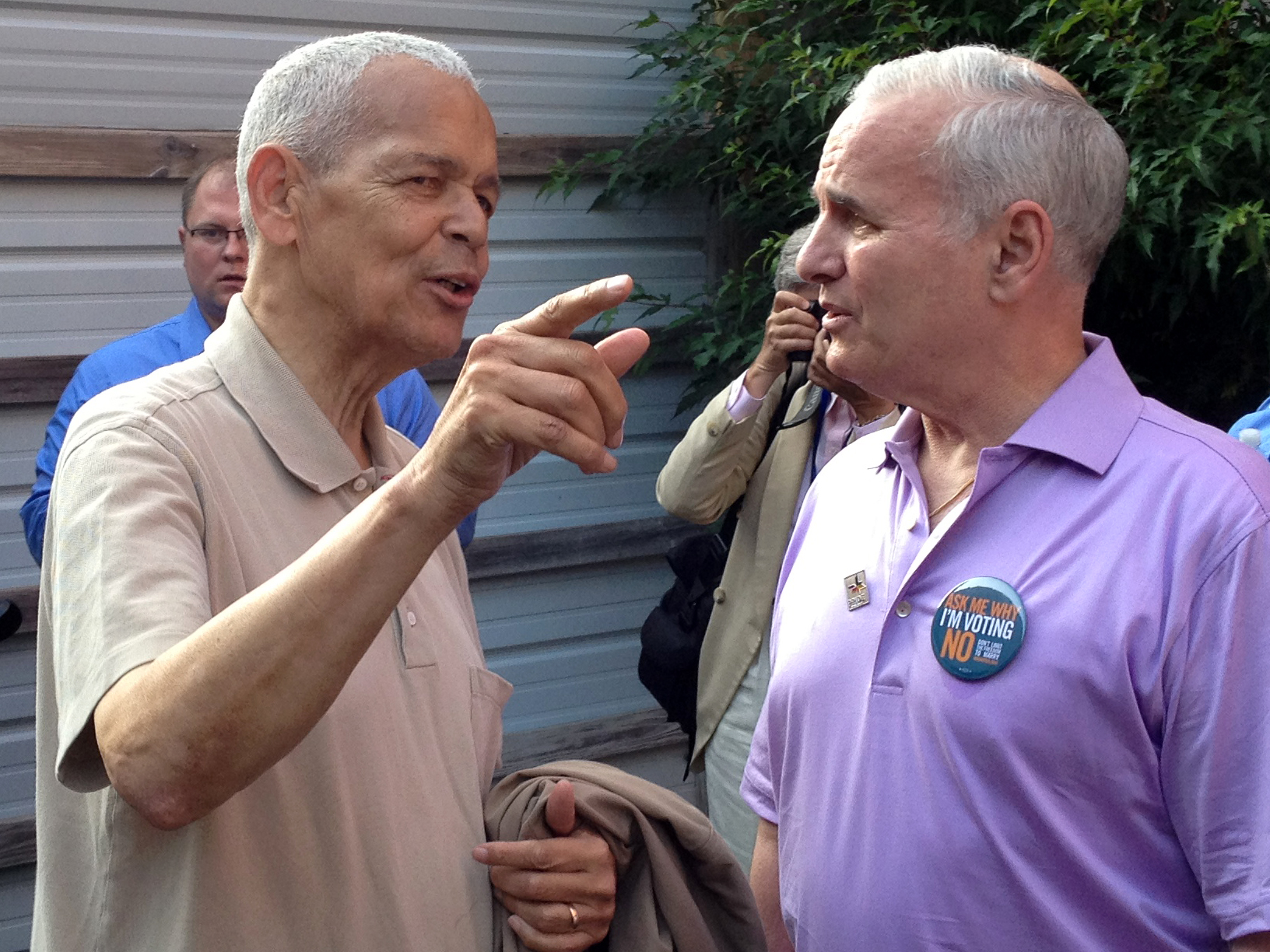
جولیان باند و مارک دیتون، فرماندار مینه‌سوتا، در تجمعی علیه اصلاحیه قانون ازدواج مینه‌سوتا.

ازدواج همجنس در مینه‌سوتا از ۱ اوت ۲۰۱۳ قانونی شد. بعد از آنکه رای‌دهندگان در ۶ نوامبر ۲۰۱۲ با ۵۲٫۶٪ متمم مینه‌سوتا ۱ را که ازدواج همجنس را در قانون اساسی این ایالت ممنوع می‌کرد، رد کردند. در مه ۲۰۱۳ قانون ازدواج همجنس‌ در مجلس مینه‌سوتا تصویب شد و در ۱۴ مه ۲۰۱۳ توسط فرماندار مارک دایتون امضا گردید.